# Algizar
Abu Jafar Amade ibne Ibraim ibne Abi Calide ibne Aljazar de Cairuão (em árabe: ابو جعفر احمد ابن ابراهيم ابن ابى خالد ابن الجزار; romaniz.: Abū Jaʿfar Aḥmad ibn Ibrāhīm ibn Abī Khālid ibn al-Jazzār al-Qayrawani), conhecido como ibne Aljazar (ibn al Jazzar) ou Algazar (al-Gazzar) e pelo nome latinizado de Algizar (Cairuão, c. 898 — Cairuão, c. 980) foi um polímata da Ifríquia (atual Tunísia) que se celebrizou principalmente como médico, nomeadamente pelo seu extenso tratado “Viático do viajante”, o qual foi traduzido para latim e levado para o Ocidente no século XI por Constantino, o Africano, da Escola Médica de Salerno, e que se tornou um livro de ensino clássico da medicina A faculdade de medicina de Sousse foi batizada em sua honra.

## Biografia
Algizar cresceu numa família de médicos, tendo seguido o percurso do seu pai e do seu tio, como era hábito na sua época. De facto, algumas profissões, como o ensino e a medicina, estavam reservadas a certas famílias. Durante a infância, Algizar recebeu um ensino pluridisciplinar, conforme os usos e metodologia em voga em Cairuão, a principal cidade do Emirado Aglábida: estudou o Alcorão, a fiqh (jurisprudência islâmica), a suna (a segunda fonte das leis islâmicas), os hádices, gramática e literatura árabe. Aprendeu igualmente medicina com o pai, o tio e com o judeu Isaac Israeli bem Salomão.
É autor de obras de gramática e de história e compõe poesia. Segundo alguns autores, teria ultrapassado o seu mestre Isaac Israeli pelo número de obras e a respetiva diversidade, avanços, metodologia, importância do conteúdo, difusão e persistência da sua influência ao longo do tempo. Uma das suas obras mais relevantes é um livro de medicina destinado aos pobres, que denota uma predisposição social pouco usual na época. Graças aos seus conhecimentos de medicina, os habitantes de Cairuão acorriam em grande número a ele para serem curados e também ensinados. Era ele próprio que preparava os medicamentos (xaropes, unguentos, comprimidos e outros) e entregava-os a um criado que, sentado no vestíbulo da sua casa, os dava aos destinatários e recebia os pagamentos dos remédios e dos honorários de médico. Ignoram-se os preços que praticava, mas quando morreu, Algizar deixou uma enorme fortuna, avaliada em 4 020 dinares de ouro e 25 quintais de livros. Estes últimos, escritos com cálamo em peles tratadas, tinham então um valor muito elevado.

## OViático
Algizar escreveu alguns livros sobre gramática, história, jurisprudência, prosódia, etc. Perderam-se muitas das suas obras, que se conhecem apenas por citações de diferentes autores. A mais importante é a “Zād al mussāfir wa tuhfatu elqādim” ("Viático do viajante"; em latim: Viaticum). Traduzida em latim e hebraico, foi copiada, recopiada e impressa em França e Itália no século XVI. Foi adotada e vulgarizada na Europa como um livro de ensino clássico da medicina. O livro não é uma compilação, como o “Cânone” de Avicena, que mistura medicina e filosofia. Ao contrário de Avicena, Algizar era um médico praticante, pelo que o seu livro apresenta outra perspetiva.
O Viaticum de Algizar é um tratado de medicina que cobre o corpo humano da cabeça aos pés, concebido para ensinar clínica. Não inclui anatomia nem filosofia, mas lições escritas para os seus cursos, como salienta o autor na conclusão do livro e como se percebe pelas repetições que se encontram. Para cada doença, o livro enumera o nome, os sintomas conhecidos, o tratamento e por vezes indica o prognóstico. Cita frequentemente autores estrangeiros, como que para dar importância lhes dar importância, ou por honestidade intelectual, para justificar os empréstimos.
Dividida em dois volumes e sete capítulos, quatro no primeiro e três no segundo, aborda as doenças que podem afetar o ser humano. Capítulos:
- Doenças da cabeça
- Doenças da face
- Doenças do peito
- Doenças do estômago, intestinos, fígado e rins
- Doenças do aparelho respiratório
- Doenças que afetam episodicamente
- Doenças da epiderme

Embora Rasis (ca.  865–925) seja algumas décadas mais velho, Algizar adota no “Viático” o mesmo estilo do “el Haoui” e “O Continente” de Rasis, mas mais elaborado e mais conciso. Pode questionar-se se não terá tido acesso a esses livros muito cedo, o que é pouco provável, pois não separa o sarampo da varíola, a inovação de Rasis, e entre os médicos a que se refere com frequência, como Cláudio Galeno, Hipócrates, Dioscórides, Tridon, Fergorius, Aristóteles e Isaac Israeli, não cita Rasis.

## Obras
No total são-lhe atribuídas cerca de quarenta obras, entre as quais:
- Viático do Viajante ou Provisão do viajante e alimentação do sedentário (Zād al moussāfir wa tuhfatu elqādim), traduzido em latim por Constantino, o Africano (1020–1087) com o título Viaticum peregrinorum
- Livro do estômago, suas doenças e seus tratamentos, traduzido em latim por Constantino, o Africano com o título Liber de stomacho
- Livro dos medicamentos simples, traduzido em latim por Constantino, o Africano com o título Liber de Gradibus Simpleium
- Livro da amnésia e das formas de fortificar a memória
- Livro dos perfumes
- Livro das propriedade
- A educação das crianças
- A geriatria
- A medicina dos pobres
- Dissertação sobre a urina

A maior parte dos livros citados pelo seu biógrafo ibn Abi Usaybi'a, ele próprio também médico, são essencialmente dissertações.